# Michaił Drozdowski
Michaił Gordiejewicz Drozdowski (ros. Михаил Гордеевич Дроздовский; ur. 7 października?/19 października 1881 w Kijowie, zm. 14 stycznia 1919 w Rostowie nad Donem) – rosyjski wojskowy w stopniu generała majora. Uczestnik wojny rosyjsko-japońskiej i I wojny światowej. W okresie wojny domowej – jeden z dowódców białych.

## Życiorys
Pochodził ze znanej rodziny szlacheckiej. Służył w wojsku od 1892. Ukończył petersburską Pawłowską Szkołę Piechoty w 1901 i Nikołajewską Akademię Sztabu Generalnego w 1907. W latach 1904–1905 brał udział w wojnie rosyjsko-japońskiej jako oficer 34 Pułku Wschodniosyberyjskiego w składzie 1 Korpusu Syberyjskiego 2 Armii Mandżurskiej. Od 1910 oficer do specjalnych poruczeń przy sztabie Przyamurskiego Okręgu Wojskowego w Harbinie w stopniu kapitana. Od 1911 zastępca starszego adiutanta w sztabie Warszawskiego Okręgu Wojskowego. W 1913 ukończył szkołę lotniczą w Sewastopolu, gdzie zapoznał się z elementami rozpoznania lotniczego. 
Po wybuchu I wojny światowej wyznaczony na stanowisko zastępcy szefa oddziału ogólnego w sztabie Frontu Północno-Zachodniego. 22 marca 1915 awansowany do stopnia podpułkownika z powierzeniem obowiązków szefa sztabu 64 Dywizji Piechoty.

## Ordery i odznaczenia
Był odznaczony m.in. Orderem św. Stanisława III klasy z Mieczami, Orderem św. Anny III klasy z Mieczami.

## Upamiętnienie
- W styczniu 2014 Rostowie nad Donem odsłonięto poświęconą mu tablicę pamiątkową[1][2].